# Dusiołek (wodospad)
Dusiołek – wodospad na potoku Dusica na południowych stokach Pasma Łamanej Skały w Beskidzie Małym. Pod względem administracyjnym znajduje się w miejscowości Las w województwie śląskim.
Wodospad znajduje się w stromym jarze porośniętym bukowym lasem. Koryto potoku przegradza tutaj potężny głaz o wysokości około 3 m. Spadająca woda wyobliła jego kształty. Nie prowadzi do niego żaden znakowany szlak, ale do wodospadu dojść można nieznakowanymi drogami i ścieżkami z miejscowości Las, lub z rozdroża Anula na głównym grzbiecie Beskidu Małego. Wodospad znajduje się w pobliżu Jaskini Komonieckiego, na potoku po jej zachodniej stronie i niżej.